# Małgorzata Klementyna Austriacka
Małgorzata Klementyna Maria (ur. 6 lipca 1870 w Alcsút, Węgry; zm. 2 maja 1955 w Ratyzbonie), była do rewolucji listopadowej w 1918 roku arcyksiężniczką Austrii i księżniczką Thurn und Taxis.

## Życiorys
Małgorzata Klementyna była córką Józefa Karola Ludwika Austriackiego i księżniczki Klotyldy Marii Sachsen-Coburg-Saalfeld.
15 lipca 1890 roku w Budapeszcie, Węgry, Małgorzata wyszła za mąż za księcia Alberta I Thurn und Taxis, syna księcia Maksymiliana Antoniego Thurn und Taxis i księżnej Heleny Bawarskiej. Para miała siedmioro dzieci.
Małgorzata Klementyna zmarła 2 maja 1955 roku w wieku 84 lat w Ratyzbonie.

## Dzieci
- Franciszek Józef (1893–1971)
- Karol August (1898–1982)
- Ludwik Filip (1901–1933)
- Maksymilian Emanuel (1902–1994)
- Elżbieta Helena (1903–1976)
- Rafael Rainer (1906–1993)
- Filip Ernest (1908-1964)